# Леді губернатор (фільм, 1915)
Леді губернатор (англ. The Governor's Lady) — американська драма режисера Джорджа Мелфорда 1915 року.

## У ролях
- Мей Еллісон — Кетрін Стрікленд
- Едіт Вінн Меттісон
- Джеймс Нілл — Даніель Слейд
- Теодор Робертс — сенатор Стрікленд
- Том Форман — Роберт Хейс